# Mr. Holland's Opus
Mr. Holland's Opus (bra: Mr. Holland - Adorável Professor; prt: O Professor) é um filme de drama musical de 1995 realizado por Stephen Herek. 

## Sinopse
Glenn Holland (Richard Dreyfuss) é um professor de música que dá aulas com os alunos com a obra-prima de "Opus". Com as músicas indomáveis entre: The Beatles, Rolling Stone e Leonard Bernstein que passaram nos anos 60 e 90. A mulher de Glenn Holland (Glenne Headly) dá a música com o piano juntamente com a sua filha. O preço da música Glenn Holland conhece uma jovem cantora (Jean Louisa Kelly), e para festejar qualquer preço para conquistar a orquestra. Uma co-produção de Hollywood Pictures, PolyGram Filmed Entertainment e Interscope Communications e com a banda sonora de Michael Kamen (colaborador de Terry Gilliam).